# Jenison
Jenison – jednostka osadnicza w Stanach Zjednoczonych, w stanie Michigan, w hrabstwie Ottawa.